# Woody Harrelson
Woodrow Tracy Harrelson (ur. 23 lipca 1961 w Midland) – amerykański aktor i producent filmowy, laureat nagrody Emmy.

## Życiorys

### Wczesne lata
Urodził się w Midland w Teksasie jako syn Diane Lou (z domu Oswald), sekretarza prawnego, i Charlesa Voyde’a Harrelsona, zawodowego zabójcy. W 1964 jego rodzice rozwiedli się. W 1973, wraz z matką i z dwoma braćmi – Jordanem i Brettem – przeniósł się do Lebanon w stanie Ohio.
Ukończył Lebanon High School, następnie studiował literaturę angielską oraz sztukę teatralną w Hanover College w stanie Indiana.

### Kariera
Był statystą w komedii Harper Valley P.T.A. (1978) z Barbarą Eden. Po uzyskaniu dyplomu w 1983 udał się do Nowego Jorku, aby rozpocząć karierę aktorską. Otrzymał pracę w nowojorskim teatrze jako dubler w sztuce Neila Simona Biloxi Blues. Później wystąpił w roli dobrodusznego, ale tępego barmana Woody’ego Boyda w sitcomie NBC Zdrówko (Cheers, 1985–1993), za którą w 1989 odebrał nagrody Emmy. W kinie debiutował jako zawodnik drużyny futbolu amerykańskiego w komedii sportowej Michaela Ritchiego Dzikie koty (Wildcats, 1986) z Goldie Hawn i Wesleyem Snipesem, z którym potem wystąpił w komediodramacie sportowym Biali nie potrafią skakać (White Men Can't Jump, 1992) i komedii sensacyjnej Pociąg z forsą (Money Train, 1996).
Grał na scenie w Brooklyn Laundry (1991) w reżyserii Jamesa L. Brooksa z Glenn Close i Laurą Dern, dramacie Najdalej od Słońca (Furthest From the Sun, 1993), który sam napisał i wyreżyserował w Los Angeles, a także w The Zoo Story Edwarda Albee, produkcji off-broadwayowskiej Chłopaki z sąsiedztwa (The Boys Next Door), Biloxi Blues w San Francisco oraz 2 na 2 (2 on 2), który również napisał.
Za rolę młodego męża w melodramacie Adriana Lyne’a Niemoralna propozycja (Indecent Proposal, 1993) u boku Roberta Redforda i Demi Moore otrzymał Złotą Malinę dla najgorszego aktora drugoplanowego. Uznanie przyniosła mu kreacja Mickeya Knoxa, psychopatycznego mordercy przemierzającego wraz z ukochaną (Juliette Lewis) amerykańskie Południe i stającego się bohaterem telewizyjnych newsów w dramacie kryminalnym Olivera Stone’a Urodzeni mordercy (Natural Born Killers, 1994) według scenariusza Quentina Tarantino. Film wzbudził burzę medialną, a reżysera oskarżano o gloryfikację morderstwa. Harrelson odrzucał te zarzuty, twierdząc, że „nie wydaje mu się, by jakakolwiek zdrowa przy zmysłach osoba po obejrzeniu dwugodzinnego filmu mogła postanowić zostać seryjnym zabójcą”. Głosy sprzeciwu i bojkoty przyczyniły się wyłącznie do wzrostu popularności filmu i odtwórcy głównej roli.
Na ekranie często grywał postacie niedocenianych i lekceważonych bohaterów. Za rolę wydawcy pornograficznych czasopism Larry’ego Flynta w biograficznym filmie Miloša Formana Skandalista Larry Flynt (The People vs. Larry Flynt, 1996) zdobył nominację do Złotego Globu i Oscara 1997 dla najlepszego aktora pierwszoplanowego. W kolejnych latach pojawiał się przede wszystkim na drugim planie, m.in. w dramacie wojennym Terrence’a Malicka Cienka czerwona linia (The Thin Red Line, 1998) czy komedii o specyficznym reality show Ed TV (1999) Rona Howarda z Matthew McConaugheyem.
W 2003, po czteroletniej przerwie, powrócił do aktorstwa epizodem transwestyty w komedii Petera Segala Dwóch gniewnych ludzi (Anger Management) u boku Adama Sandlera i Jacka Nicholsona. Kolejny film, w którym wziął udział – To nie jest kraj dla starych ludzi (No Country for Old Men, 2007) braci Coen zdobył cztery Oscary, w tym dla najlepszego filmu, a Harrelson zaczął otrzymywać coraz więcej ciekawych ról, w komedii Zombieland (2009) czy filmie katastroficznym Rolanda Emmericha 2012 (2009). W roku 2010 został nominowany do Oscara za najlepszą rolę drugoplanową jako kapitan Anthony „Tony” Stone w melodramacie wojennym W imieniu armii (The Messenger, 2009). W policyjnym dramacie Brudny glina (Rampart, 2011) stworzył postać skorumpowanego policjanta.
W latach 2012–2016 w serii Igrzyska śmierci (The Hunger Games) wcielał się w postać mentora głównej bohaterki (Jennifer Lawrence) – Haymitcha Abernathy’ego. Za rolę detektywa Martina Harta w pierwszym sezonie serialu HBO Detektyw (True Detective, 2014) u boku Matthew McConaugheya był nominowany do Złotego Globu i nagrody Emmy. W 2017 wystąpił w filmie Trzy billboardy za Ebbing, Missouri za co otrzymał nominację do Oscara w kategorii „najlepszy aktor drugoplanowy”. W 2018 pojawił się w spin-offie serii Gwiezdne wojny w reżyserii Rona Howarda Han Solo: Gwiezdne wojny – historie gdzie zagrał rolę gangstera, Becketta – mentora głównego bohatera.

## Życie prywatne
W 1985 poślubił Nancy Simon, córkę dramaturga Neila Simona. Po roku małżeństwa wzięli rozwód. W 2008 ożenił się z Laurą Louie, z którą ma trzy córki, Deni, Zoe i Makani.
Swoje poglądy określa jako anarchistyczne. Jest weganinem.

## Filmografia

### Filmy fabularne
- 1978: Harper Valley P.T.A. jako Statysta (niewymieniony w czołówce)
- 1986: Dzikie koty (Wildcats) jako Krushinski
- 1987: Bay Coven jako Slater
- 1987: Paul Reiser Out on a Whim
- 1988: Instynkt mordercy (Killer Instinct) jako Charlie Long
- 1988: Mickey’s 60th Birthday jako Woody Boyd
- 1989: Kenny Rogers Classic Weekend
- 1990: Chłodny odcień błękitu (Cool Blue) jako Dustin
- 1990: Mother Goose Rock 'n' Rhyme jako Owca Lou
- 1991: Doktor Hollywood (Doc Hollywood) jako Hank Gordon
- 1991: Historia z Los Angeles (L.A. Story) jako szef Harrisa (niewymieniony w czołówce)
- 1991: Ted and Venus jako Bezdomny weteran z Wietnamu
- 1992: Biali nie potrafią skakać (White Men Can't Jump) jako Billy Hoyle
- 1993: Niemoralna propozycja (Indecent Proposal) jako David Murphy
- 1994: Potyczki z Jeannie (I'll Do Anything) jako Ground Zero Hero
- 1994: Rodeo w Nowym Jorku (The Cowboy Way) jako Pepper
- 1994: Urodzeni mordercy (Natural Born Killers) jako Mickey Knox
- 1995: Pociąg z forsą (Money Train) jako Charlie
- 1996: Kręglogłowi (Kingpin) jako Roy Munson
- 1996: Skandalista Larry Flynt (The People vs. Larry Flynt) jako Larry Flynt
- 1996: Dogonić słońce (The Sunchaser) jako dr Michael Reynolds
- 1997: Aleja snajperów (Welcome to Sarajevo) jako Flynn
- 1997: Fakty i akty (Wag the Dog) jako sierżant William Schumann
- 1998: Cienka czerwona linia (The Thin Red Line) jako sierżant Keck
- 1998: Palmetto jako Harry Barber
- 1998: Kraina Hi-Lo (The Hi-Lo Country) jako Big Boy Matson
- 1999: Ed TV jako Ray Pekurny
- 1999: Kumpel do bicia (Play It to The Bone) jako Vince Boudreau
- 2003: Dwóch gniewnych ludzi (Anger Management) jako Galaxia
- 2003: Kasjerzy czy kasiarze? (Scorched) jako Jason 'Woods' Valley
- 2004: Po zachodzie słońca (After the Sunset) jako Stan Lloyd
- 2004: Ona mnie nienawidzi (She Hate Me) jako Leland Powell
- 2005: Ciało za milion (The Big White) jako Raymond Barnell
- 2005: The Prize Winner of Defiance, Ohio jako Leo „Kelly” Ryan
- 2005: Daleka północ (North Country) jako Bill White
- 2006: Przez ciemne zwierciadło (A Scanner Darkly) jako Ernie Luckman
- 2006 Ostatnia audycja (A Prairie Home Companion) jako Dusty
- 2006: Uwolnić słonia (Free Jimmy) jako Roy Arnie (głos)
- 2007: Facet do towarzystwa (The Walker) jako Carter Page III
- 2007: To nie jest kraj dla starych ludzi (No Country for Old Men) jako Carson Wells
- 2007: Bitwa w Seattle jako Dale
- 2007: The Grand jako Jednooki Jack Faro
- 2008: Kolej transsyberyjska (Transsiberian) jako Roy
- 2008: Sen na jawie (Sleepwalking) jako Randall
- 2008: Semi-Pro: Drużyna marzeń (Semi-Pro) jako Monix
- 2008: Siedem dusz (Seven Pounds) jako Ezra Turner
- 2008: Hotelowa miłość (Management) jako Jango
- 2008: Surfer, Dude jako Jack Mayweather
- 2009: W imieniu armii (The Messenger) jako kapitan Anthony „Tony” Stone
- 2009: Zombieland jako Tallahassee
- 2009: Defendor jako Arthur / Defendor
- 2009: 2012 jako Charlie Frost
- 2010: Bunraku jako Barman
- 2011: Brudny glina jako Dave Brown
- 2012: Igrzyska śmierci jako Haymitch Abernathy
- 2012: 7 psychopatów jako Charlie Costello
- 2013: Igrzyska śmierci: W pierścieniu ognia jako Haymitch Abernathy
- 2013: Iluzja jako Merritt McKinney
- 2013: Zrodzony w ogniu jako Harlan DeGroat
- 2014: śmierci: Kosogłos. Część 1 jako Haymitch Abernathy
- 2015: Igrzyska śmierci: Kosogłos. Część 2 jako Haymitch Abernathy
- 2016: Iluzja 2 jako Meritt McKinney/Chase McKinney
- 2016: Gorzka siedemnastka (The Edge of Seventeen) jako Max Bruner
- 2017: Lost in London jako on sam
- 2017: Trzy billboardy za Ebbing, Missouri jako szeryf Bill Willoughby
- 2017: Wilson jako Wilson
- 2017: Wojna o planetę małp jako Pułkownik
- 2018: Han Solo: Gwiezdne wojny – historie jako Tobias Beckett
- 2018: Venom jako Cletus Kasady
- 2019: The Highwaymen jako Maney Gault
- 2019: Midway jako Chester Nimitz
- 2021: Venom 2: Carnage jako Cletus Kasady / Carnage
- 2022: Człowiek z Toronto (The Man from Toronto) jako Randy/Człowiek z Toronto
- 2023: Champions jako Marcus Marakovich
- 2024: Suncoast jako Paul Warren
- 2024: Zabierz mnie na Księżyc (Fly Me to the Moon) jako Moe Berkus
- 2025: Ostatni oddech (Last Breath) jako Duncan Allcock

### Seriale telewizyjne
- 1985–1993: Zdrówko (Cheers) jako Woodrow 'Woody' Tiberius Boyd
- 1989: Dear John jako Richard
- 1990: Disneyland jako Woody Boyd
- 1994: Simpsonowie (The Simpsons) jako Woody Boyd (głos)
- 1996: Spin City jako Tommy Dugan
- 1998: Ellen jako Henry
- 1999: Frasier jako Woody Boyd
- 2001: Will i Grace (Will & Grace) jako Nathan
- 2013: Detektyw (True Detective) jako Martin Hart

## Nagrody
- Nagroda Emmy Najlepszy aktor drugoplanowy w serialu komediowym: 1989 Zdrówko
- Nagroda Gildii Aktorów Ekranowych Najlepsza obsada filmowa: 2008 To nie jest kraj dla starych ludzi
- Złota Malina Najgorszy aktor drugoplanowy: 1993 Niemoralna propozycja